# يونج باك
ديفيد دارنيل براون (بالإنجليزية: Young Buck) ،، المعروف باسمه المسرحي يونغ باك ، وهو مغني الراب الأمريكي الذي وقع لG-Unit Records وCashville Records . يونج باك هو عضو سابق في فرقة الهيب هوب جي-يونيت ومقرها مدينة نيويورك .

## روابط خارجية
- يونج باك على موقع IMDb (الإنجليزية)
- يونج باك على موقع ألو سيني (الفرنسية)
- يونج باك على موقع ميوزك برينز (الإنجليزية)
- يونج باك على موقع إن إن دي بي (الإنجليزية)
- يونج باك على موقع أول ميوزيك (الإنجليزية)
- يونج باك على موقع ديسكوغز (الإنجليزية)
- يونج باك على موقع ديسكوغز (الإنجليزية)
- يونج باك على موقع قاعدة بيانات الفيلم (الإنجليزية)
- يونج باك على موقع كينوبويسك (الروسية)